# Vetenskapsåret 1862

## Händelser
- 31 januari – Alvan Graham Clark en vit dvärg intill Sirius.
- 15 maj – Charles Darwin publicerar Fertilisation of Orchids.
- Studentexamen införs som avslutning på det svenska gymnasiet. Tidigare hade universiteten antagningsprov.

## Pristagare
- Copleymedaljen: Thomas Graham, brittisk kemist.
- Rumfordmedaljen: Gustav Kirchhoff, tysk fysiker.
- Wollastonmedaljen: Robert Alfred Cloyne Godwin-Austen, brittisk geolog. [1]

## Födda
- 22 januari - David Hilbert (död 1943), tysk matematiker.

## Avlidna
- 10 januari - Samuel Colt (född 1814), amerikansk uppfinnare och vapentillverkare.
- 3 februari - Jean Baptiste Biot, (född 1774), fransk fysiker.
- 7 februari - Prosper Ménière (född 1799), fransk läkare och vetenskapsman.
- 18 december - Lucas Barrett (född 1837), brittisk geolog och naturhistoriker.

### Fotnoter
1. ↑  ”Geological Society”. Arkiverad från originalet den 5 juni 2011. https://web.archive.org/web/20110605102217/http://www.geolsoc.org.uk/gsl/society/history/page750.html. Läst 13 april 2011.